# Vikersundbakken (skocznia duża)
Vikersundbakken – duża skocznia narciarska o punkcie konstrukcyjnym K105 znajdująca się w norweskim Vikersund na wzgórzu Storbakke.
Rekordzistą obiektu jest austriacki skoczek narciarski Ulrich Wohlgenannt, który podczas zawodów Pucharu Kontynentalnego skoczył 123,5 metra. W planach jest także wyłożenie skoczni igelitem.
W tej samej miejscowości znajduje się również skocznia mamucia o tej samej nazwie.

## Dane o skoczni
- Punkt konstrukcyjny: 105 m
- Wielkość skoczni (HS): 117 m
- Punkt sędziowski: 117 m
- Rekord skoczni: 123,5 m -  Ulrich Wohlgenannt (10.12.2021)
- Rekord skoczni (kobiety): 122 m -  Daniela Iraschko (12.12.2009)
- Długość rozbiegu: b.d.
- Nachylenie progu: 10,5°
- Wysokość progu: 2,6 m
- Nachylenie zeskoku: 35°
- Średnia prędkość na rozbiegu: ok. 88,9 km/h

## Rekordziści skoczni
| Lp. | Dzień        | Rok  | Zawodnik            | Odległość | Zawody               | Uwagi              |
| --- | ------------ | ---- | ------------------- | --------- | -------------------- | ------------------ |
| 1.  | 29 grudnia   | 2001 | Lars Bystøl         | 110,0 m   | b.d.                 |                    |
| 2.  | 18 listopada | 2008 | André Skinnes       | 112,0 m   | b.d.                 |                    |
| 3.  | 30 listopada | 2008 | Akseli Kokkonen     | 116,0 m   | Norges Cup           |                    |
| 4.  | 30 listopada | 2008 | Sigurd Pettersen    | 119,0 m   | Norges Cup           |                    |
| 5.  | 30 listopada | 2008 | Johan Remen Evensen | 119,0 m   | Norges Cup           | wyrównanie rekordu |
| 6.  | 13 grudnia   | 2008 | Daniel Lackner      | 121,5 m   | CoC                  |                    |
| 7.  | 13 grudnia   | 2008 | Stephan Hocke       | 122,0 m   | CoC                  |                    |
| 8.  | 14 marca     | 2009 | Anssi Koivuranta    | 122,5 m   | Puchar Świata        |                    |
| 9.  | 12 grudnia   | 2009 | Daniela Iraschko    | 122,0 m   | CoC                  | kobiecy rekord     |
| 10. | 28 marca     | 2010 | Anders Jacobsen     | 122,5 m   | Mistrzostwa Norwegii | wyrównanie rekordu |
| 11. | 10 grudnia   | 2021 | Ulrich Wohlgenannt  | 123,5m    | CoC                  |                    |